# 库尔特·库舍拉
库尔特·库舍拉（德語：Kurt Kuschela，1988年9月30日—），德国男子皮划艇运动员。他曾代表德国参加2012年夏季奥林匹克运动会皮划艇比赛，获得男子双人划艇1000米金牌。